# ターン・オン (曲)
「ターン・オン」(Turn On (The Beat Box)) は、R&B/ファンク・バンドであるアース・ウィンド・アンド・ファイアーが、1988年にコロムビア・レコードから発表した楽曲。この曲のシングルはアメリカ合衆国の『ビルボード』誌のソウルミュージックのチャート「Hot Soul Singles」で26位まで上昇し、オランダの「Dutch Pop Singles」チャートでは30位に達した。
副題まで含めた曲名の意味は、「（ビートボックスの）電源を入れろ」といった意味に解せるが、「ターン・オン」の多義性を考慮すると異なる意味も示唆されている。

## 概要
「ターン・オン」は、モーリス・ホワイト、レット・ローレンス、マーティン・ペイジの共作で書かれた。この曲は、1988年のアース・ウィンド・アンド・ファイアーのコンピレーション・アルバム『ベスト・オブ・EW&F, VOL II (The Best of Earth, Wind & Fire, Vol. 2)』にも収録された。
さらにこの曲は、1988年公開のフィーチャー映画『ボールズ・ボールズ2/成金ゴルフマッチ (Caddyshack II)』のサウンドトラックにも使用された。

## 評価
『ビルボード』誌は、この曲を「a light, pop inflected chugger」（「軽い、ポップに屈折した、カネ集め」といった意）と評した。

## チャート
| チャート（1988年）                           | 最高位 |
| -------------------------------------------- | ------ |
| アメリカ合衆国 ビルボード (Hot Soul Singles) | 26     |
| オランダ シングル・トップ100                 | 30     |